# Mérinville
Mérinville is een gemeente in het Franse departement Loiret (regio Centre-Val de Loire) en telt 139 inwoners (2004). De plaats maakt deel uit van het arrondissement Montargis.

## Geografie
De oppervlakte van Mérinville bedraagt 12,6 km², de bevolkingsdichtheid is 11,0 inwoners per km².
De onderstaande kaart toont de ligging van Mérinville met de belangrijkste infrastructuur en aangrenzende gemeenten.

## Demografie
Onderstaande figuur toont het verloop van het inwonertal (bron: INSEE-tellingen).